# Balatonkeresztúr
Balatonkeresztúr là một thị trấn thuộc hạt Somogy, Hungary. Thị trấn này có diện tích 21,06 km², dân số năm 2010 là 1479 người, mật độ 70 người/km².